# Шале

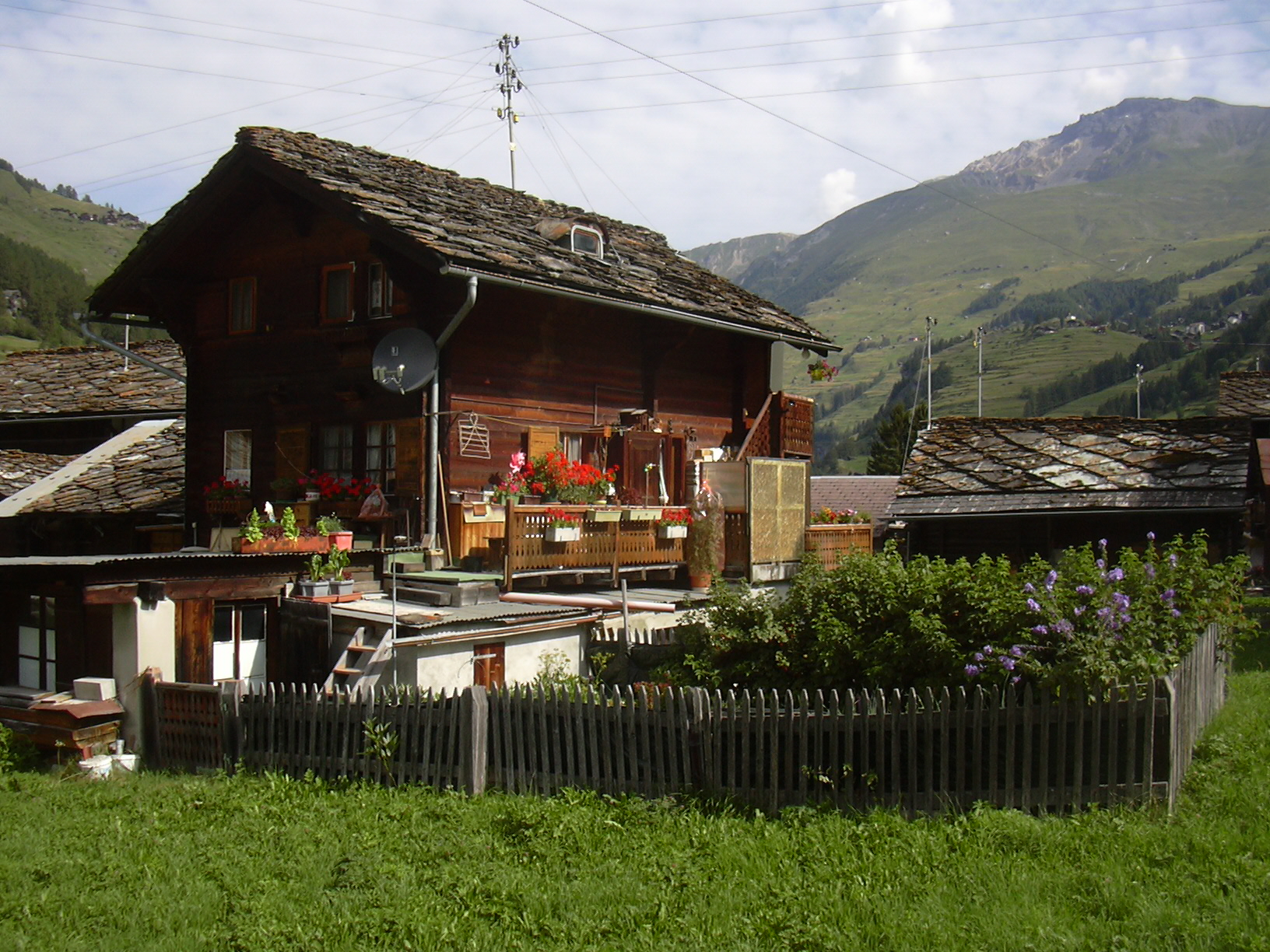
Типичное шале в кантоне Вале, Швейцария

Шале́ (фр. chalet от лат. cala «охраняемое место») — тип дома (народная архитектура), характерный для горных районов Альп. Небольшая дача.
Слово шале изначально означало «приют пастуха». В романтических парках XVIII века шале — садовый павильон в виде сельского домика, который вносил в пейзаж пасторальный оттенок. В XIX веке среди европейского дворянства и бюргерства возрос интерес к традиционным деревянным домам в швейцарских Альпах. Домики-шале украшали сады резиденций аристократов, виллы, загородные дома, парковые домики строились в швейцарском стиле. С развитием туризма шале стали восприниматься как выходные дома отдыха, прежде всего в Австрии, альпийском регионе (южный Тироль, современный Трентино).
В годы Второй мировой войны в Швейцарском Редуте было выстроено множество каменных шале, маскирующих противотанковые пушки.
Одним из основных признаков шале являются сильно выступающие карнизные свесы. Стены выполнены из дерева, а в современных многоэтажных зданиях первый этаж часто делают оштукатуренным кирпичным или каменным.
Сейчас многие туристические комплексы предлагают отдых в Австрии и Франции в достаточно комфортабельных домах, которые несколько отличаются от «небольшого сельского домика», но также называются шале.